# Fontaine-Denis-Nuisy
Fontaine-Denis-Nuisy és un municipi francès, situat al departament del Marne i a la regió del Gran Est. L'any 2007 tenia 252 habitants.

## Demografia

### Població
El 2007 la població de fet de Fontaine-Denis-Nuisy era de 252 persones. Hi havia 116 famílies, de les quals 40 eren unipersonals (24 homes vivint sols i 16 dones vivint soles), 28 parelles sense fills, 32 parelles amb fills i 16 famílies monoparentals amb fills.
La població ha evolucionat segons el següent gràfic:
Habitants censats

### Habitatges
El 2007 hi havia 154 habitatges, 116 eren l'habitatge principal de la família, 12 eren segones residències i 26 estaven desocupats. Tots els 154 habitatges eren cases. Dels 116 habitatges principals, 88 estaven ocupats pels seus propietaris, 21 estaven llogats i ocupats pels llogaters i 7 estaven cedits a títol gratuït; 1 tenia una cambra, 6 en tenien dues, 15 en tenien tres, 20 en tenien quatre i 74 en tenien cinc o més. 77 habitatges disposaven pel capbaix d'una plaça de pàrquing. A 62 habitatges hi havia un automòbil i a 40 n'hi havia dos o més.

### Piràmide de població
La piràmide de població per edats i sexe el 2009 era:
| Homes | Edats   | Dones |
| ----- | ------- | ----- |
| 0     | 95 o +  | 0     |
| 0     | 90 a 94 | 0     |
| 4     | 85 a 89 | 8     |
| 0     | 80 a 84 | 0     |
| 12    | 75 a 79 | 12    |
| 4     | 70 a 74 | 4     |
| 0     | 65 a 69 | 8     |
| 16    | 60 a 64 | 8     |
| 8     | 55 a 59 | 4     |
| 8     | 50 a 54 | 0     |
| 8     | 45 a 49 | 16    |
| 4     | 40 a 44 | 4     |
| 12    | 35 a 39 | 12    |
| 12    | 30 a 34 | 12    |
| 4     | 25 a 29 | 4     |
| 4     | 20 a 24 | 8     |
| 0     | 15 a 19 | 8     |
| 12    | 10 a 14 | 8     |
| 8     | 5 a 9   | 4     |
| 16    | 0 a 4   | 12    |

## Economia
El 2007 la població en edat de treballar era de 161 persones, 127 eren actives i 34 eren inactives. De les 127 persones actives 120 estaven ocupades (66 homes i 54 dones) i 7 estaven aturades (3 homes i 4 dones). De les 34 persones inactives 15 estaven jubilades, 8 estaven estudiant i 11 estaven classificades com a «altres inactius».

### Ingressos
El 2009 a Fontaine-Denis-Nuisy hi havia 116 unitats fiscals que integraven 253 persones, la mediana anual d'ingressos fiscals per persona era de 21.463 €.

### Activitats econòmiques
Dels 5 establiments que hi havia el 2007, 4 eren d'empreses alimentàries i 1 d'una empresa de comerç i reparació d'automòbils.
L'any 2000 a Fontaine-Denis-Nuisy hi havia 77 explotacions agrícoles que ocupaven un total de 779 hectàrees.

## Equipaments sanitaris i escolars
El 2009 hi havia una escola elemental integrada dins d'un grup escolar amb les comunes properes formant una escola dispersa.

## Poblacions més properes
El següent diagrama mostra les poblacions més properes.